# Brendan Taylor
Brendan Ross Murray Taylor (* 6. Februar 1986 in Harare, Simbabwe) ist ein ehemaliger simbabwischer Cricketspieler und Kapitän der simbabwischen Nationalmannschaft.

## Kindheit und Ausbildung
Taylor wurde durch den Vater des ehemaligen Nationalspielers Alistair Campbell an der Lilfordia primary school ans Cricket herangeführt. Daran schlossen sich Einsätze in den Jugendnationalmannschaften von Simbabwe und er nahm zwei Mal an der ICC U19-Cricket-Weltmeisterschaft teil. Mit 15 Jahren gab er sein First-Class-Debüt für Mashonaland A.

## Zeit als Aktiver

### Einstieg in die Nationalmannschaft
Sein Debüt in der Nationalmannschaft gab er mit 18 Jahren bei der Tour gegen Sri Lanka 2004. Der Einsatz erfolgte, als 15 Spieler in den Streik über die simbabwische Mannschaftsauswahl traten, da sie anführten, dass Spieler schwarzer Hautfarbe bevorzugt wurden. Im fünften Spiel der ODI-Serie konnte er sein erstes Half-Century erzielen (74 Runs) und auch im zweiten Test der Tour gelang ihm ein solches (61 Runs). Nachdem er in der folgenden ODI-Serie gegen Australien ebenfalls zwei Fifties erzielte (59 Runs und 65 Runs), hatte er sich im Team etabliert. In der Saison 2004/05 erzielte er ein ODI-Fifty gegen den Gastgeber bei einem Drei-Nationen-Turnier in Pakistan (73 Runs) und jeweils ein Half-Century in der Test- und ODI-Serie in Bangladesch (78 Runs und 58 Runs).
In der Saison 2005 erzielte Taylor noch einmal ein Half-Century über 77 Runs in einem Test gegen Neuseeland. Am Ende der Saison zog sich Simbabwe vom Test-Cricket zurück, um einen Neuaufbau zu ermöglichen, da man die Spiele zumeist mit Innings-Niederlagen verlor. Somit verblieb das White-ball-Cricket und die Vorbereitung auf den Cricket World Cup 2007. Dort hatte er mit einem Fifty über 50 Runs gegen die West Indies seine beste Leistung, die jedoch nicht ausreichte, um die Vorrunde zu überstehen.

### Aufstieg zum zentralen Spieler
Nach der Weltmeisterschaft verblieb er eine feste Größe im Team. Auch spielte er beim ICC World Twenty20 2007 und konnte dort mit 60* Runs aus 45 Bällen gegen Australien maßgeblich für einen überraschenden Vorrunden-Sieg sorgen und wurde dafür als Spieler des Spiels ausgezeichnet. Gegen England konnte er zwar ebenfalls 47 Runs erzielen, was aber nicht für den Sieg reichte und so schied Simbabwe dennoch in der Vorrunde aus. Sein erstes ODI-Century erzielte er im November 2009 auf der Tour in Bangladesch mit 118* Runs aus 125 Bällen. Im Juni 2010 legte er ein zweites ODI-Century gegen Sri Lanka beim heimischen Drei-Nationen-Turnier nach, als er mit 119* Runs aus 137 Bällen das Spiel entscheiden konnte und als Spieler des Spiels ausgezeichnet wurde. Als er im Oktober in Südafrika mit 145* Runs aus 136 Bällen abermals ein Century erzielte, hatte er ein weiteres Mal ohne nennenswerte Hilfe seiner Team-Kollegen vergeblich versucht Gegenwehr zu leisten. Auch konnte er in der zugehörigen Twenty20-Serie mit 59 Runs ein Half-Century erzielen.
Beim Cricket World Cup 2011 war er bei den Niederlagen gegen Neuseeland (44 Runs) und Sri Lanka (80 Runs) bester Schlagmann seiner Mannschaft. Das Team schied nach nur zwei Siegen gegen Kanada und Kenia in der Vorrunde aus.

### Kapitän der Nationalmannschaft
Direkt nach der Weltmeisterschaft erklärte der Kapitän Simbabwes Elton Chigumbura, dass er seine Rolle überdenken würde. Es dauerte bis Juni bis verkündet wurde, dass Taylor die Kapitänsrolle übernehmen würde. In dieser Position führte er das Team zurück zum Test Cricket. Der erste Test nach der Suspendierung fand auf der Tour Bangladeschs im August 2011 statt. In diesem erzielte Taylor 71 Runs im ersten und ein Century über 105 Runs aus 175 Bällen im zweiten Innings. Dafür wurde er bei dem Sieg seiner Mannschaft als Spieler des Spiels ausgezeichnet. In der ODI-Serie hatte er seine beste Leistung im vierten ODI, als er bei der ersten Niederlage der Serie 106 Runs aus 137 Bällen erzielte. Simbabwe gewann die Serie 3–2. Auf der folgenden Tour gegen Pakistan verlor man alle Spiele. Zu Beginn der Saison 2011/12 traf man auf Neuseeland. Im ersten Twenty20 erzielte er ein Half-Century über 50* Runs. In den ODIs konnte er zunächst zwei Centuries über 128* Runs aus 120 Bällen und 107* Runs aus 105 Bällen erzielen, was jedoch beides mal nicht zum Sieg reichte. Im dritten ODI konnte er noch einmal ein Half-Century über 75 Runs erzielen, gewann das Spiel und wurde als Spieler der Serie ausgezeichnet. Beim abschließenden Test gelang ihm im 50 Runs im ersten Innings und 117 Runs aus 147 Bällen im zweiten, was jedoch knapp nicht zum Sieg reichte. Beim Gegenbesuch in Neuseeland im Januar und Februar 2012 war die beste Leistung 75* Runs im zweiten Twenty20, jedoch konnte das Team kein Spiel für sich entscheiden.
Beim ICC World Twenty20 2012 schied man nach deutlichen Niederlagen in der Vorrunde aus, und auch auf der nachfolgenden Tour in den West Indies mussten er und das Team deutliche Niederlagen hinnehmen. Erst gegen Bangladesch konnten Taylor und sein Team wieder erfolgreich agieren. Im ersten Test erzielte er mit 171 Runs aus 324 Bällen und 102* Runs aus 146 Bällen zwei Centuries und wurde beim Sieg zum Spieler des Spiels gewählt. Da der zweite Test verloren wurde, endete die Serie, wie die Twenty20-Serie unentschieden, während die ODI-Serie 2–1 gewonnen werden konnte. Nachdem man gegen Indien in einer ODI-Serie keinen Sieg erzielen konnte, gelang gegen Pakistan die Test-Serie 1–1 auszugleichen, wobei Taylor ein Half-Century über 51 Runs erzielte. Zum Ende der Saison 2013/14 schied man beim ICC World Twenty20 2014 in der Vorrunde aus. Zwar konnte man zwei Spiele gegen die Niederlande und die Vereinigten Arabischen Emirate gewinnen, da man allerdings gegen Irland trotz 59 Runs von Taylor verlor, musste man den punktgleichen Niederländern mit einer schlechteren Net Run Rate den Vortritt lassen.
In dessen Folge wurde Elton Chigumbura als neuer Kapitän für Simbabwes ODI- und Twenty20-Team ernannt, während Taylor die Test-Rolle behielt. In dieser unterlag er trotz 93 Runs im Test gegen Südafrika im August 2014. Seinen letzten Einsatz als Test-Kapitän hatte er auf der Tour in Bangladesch zu Beginn der Saison 2014/15, als man alle drei Spiele verlor. Am Ende der Saison fand der Cricket World Cup 2015 statt. Nachdem er in den ersten drei Spielen 40, 47 und 37 Runs erzielte, konnte er gegen Pakistan mit 50 Runs das erste Half-Century erreichen. Im darauf stattfindenden Spiel gegen Irland konnte er dann mit 121 Runs aus 91 Bällen ein Century erzielen, verfehlte jedoch knapp einen Sieg. Im abschließenden Spiel gegen Indien konnte er mit 138 Runs aus 110 Bällen erneut ein Century erzielen, aber auch dieses sollte nicht zum Sieg reichen und Simbabwe schied in der Vorrunde aus. Er war der vierterfolgreichste Schlagmann des Turniers.

### Rücktritt und Wiederkehr
Nach der Weltmeisterschaft erklärte er seinen Rücktritt vom internationalen Cricket und entschied sich einen Kolpak-Vertrag mit Nottinghamshire abzuschließen. Vornehmlich führte er für diese Entscheidung finanzielle Interessen an. Mit diesen gewann er den Royal London One-Day Cup 2017, wobei er einen wichtigen Anteil in den Playoffs daran hatte. Nach der Saison beendete er seinen Vertrag mit Nottinghamshire aus familiären Gründen und kehrte nach Simbabwe zurück. Seinen ersten Einsatz hatte er bei einer Test-Serie gegen die West Indies.
Sein erstes Century nach seiner Rückkehr erzielte er mit 125 Runs aus 121 Bällen im zweiten ODI auf der Tour gegen Afghanistan im Februar 2018, für das er auch als Spieler des Spiels ausgezeichnet wurde. Beim ICC Cricket World Cup Qualifier 2018 konnte er gegen die West Indies 138 Runs aus 124 Bällen erzielen, dennoch verpasste man als Dritter erstmals seit der Vollmitgliedschaft im ICC eine Weltmeisterschaft. Im November 2018 konnte er im zweiten Test auf der Tour in Bangladesch 110 Runs aus 194 Bällen im ersten und 106* Runs aus 167 Bällen im zweiten Innings erzielen, was jedoch nicht zum Sieg reichte. Sein letztes Century erzielte er auf der Tour in Pakistan im Herbst 2020, als er im ersten ODI 112 Runs aus 117 Bällen erzielte und Spieler des Spiels wurde. Im September 2021 verkündete er auf der Tour in Irland seinen Rücktritt vom internationalen Cricket.

## Nach seiner aktiven Karriere
Im Januar 2022 wurde bekannt, dass Taylor einen Kontakt mit einem vorgeblichen indischen Geschäftsmann im September 2019 hatte. Dieser bot ihm 15.000 US-Dollar im Oktober 2019 erneut nach Indien zu kommen, vorgeblich um Sponsoren-Deals auszuhandeln. Dabei soll ein Video entstanden sein, indem Taylor beim Konsum von Kokain zu sehen ist. Daraufhin wurde er erpresst sich an Wettbetrug zu beteiligen, was er zwar zusagte, jedoch nicht in die tat umsetzte. Als der Geschäftsmann sich vier Monate später erneut meldete und die Umsetzung des Geschäfts einforderte, meldete Taylor den Vorfall der Anti-Korruptions-Behörden des Weltverbandes (ACU). Der Weltverband International Cricket Council entschied, für das Annehmen von Geschenken, dem nicht schnellstmöglichen melden des Vorfalls und der aktiven Behinderung der Untersuchungen Taylor für dreieinhalb Jahren von jeglichem Cricket zu sperren. Des Weiteren erhielt er eine Strafe für einen positiven Doping-Test bei seinem letzten Spiel in Irland, bei dem Abbaustoffe von Kokain gefunden wurden. Taylor akzeptierte sie sperren und gab begab sich in medizinische Behandlung.